# チューン・ヤーズ
チューン・ヤーズ（英: Tune-Yards、表記は「tUnE-yArDs」）は、アメリカの女性ミュージシャン、メリル・ガーバスによる音楽プロジェクト。カリフォルニア州オークランドを拠点に活動。ループマシンを駆使したローファイでオーガニックな演奏と、独特な歌による実験的なサウンドが特徴。

## 来歴

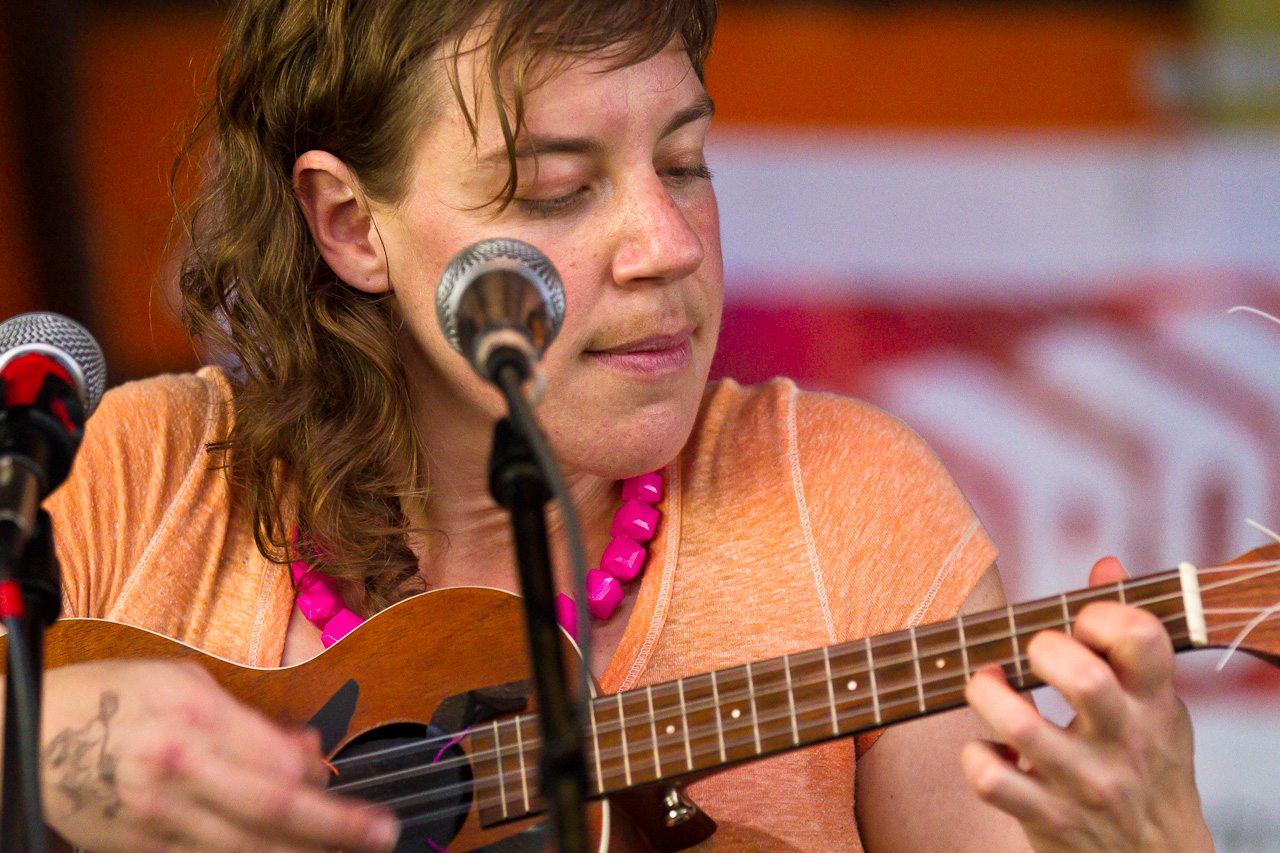
ライブで演奏するメリル・ガーバス（2011年）

メリル・ガーバスは1979年にニュー・ジャージーで生まれ、コネチカットで育つ。学生時代にはケニアに留学、その後、人形劇やベビーシッターを経験したが、仕事を辞めてモントリオールに移り住み音楽を始める。
2009年、ファースト・アルバム『Bird-Brains』を自主製作、ダーティー・プロジェクターズを輩出したMarriage Recordsからアナログとカセット盤で発売した。それを聴いた4ADがすぐに契約を交わし、1000枚限定のCD盤として再発売された。海外音楽メディアはダーティー・プロジェクターズ、M.I.A.、ビョーク、オノ・ヨーコ等と比較して賞賛した。
2011年、セカンド・アルバム『フー・キル』を発売。ピッチフォークは年間ベスト・リストで同アルバムを7位に、収録曲「Bizness」を13位に選出。
2014年、アルバム『ニッキー・ナック』を発売。2015年2月21日、初来日公演となる「Hostess Club Weekender」に出演。
2018年、アルバム『I Can Feel You Creep Into My Private Life』をリリースする。
2019年、映画『ホワイト・ボイス』のサウンドトラック・アルバム『Sorry to Bother You (original score)』を発表。

## メンバー
- メリル・ガーバス (Merrill Garbus) – ボーカル、ウクレレ、パーカッション (2006年– )
- ネイト・ブレナー (Nate Brenner) – ベース (2009年– )

## ディスコグラフィ

### スタジオ・アルバム
- Bird-Brains (2009年、Marriage/4AD)
- 『フー・キル』 - Whokill (2011年、4AD)
- 『ニッキー・ナック』 - Nikki Nack (2014年、4AD)
- I Can Feel You Creep Into My Private Life (2018年、4AD)
- 『スケッチー.』 - Sketchy (2021年、4AD)

### サウンドトラック・アルバム
- Sorry to Bother You (original score) (2019年、4AD)

### EP
- Bird-Droppings (2009年)
- ...creep... Remixes (2018年) ※ダウンロード限定

## 来日公演
- 2015年
  - 2月21日 東京 STUDIO COAST - Hostess Club Weekender
- 2018年
  - 7月27日 新潟 苗場スキー場 - フジロックフェスティバル
- 2019年
  - 2月21日 東京 Shibuya WWW X